# Marieberg
Marieberg  è un'area urbana della Svezia situata nel comune di Örebro, contea di Örebro.
La popolazione rilevata nel censimento 2010 era di  abitanti .